# Institute for Marine Mammal Studies

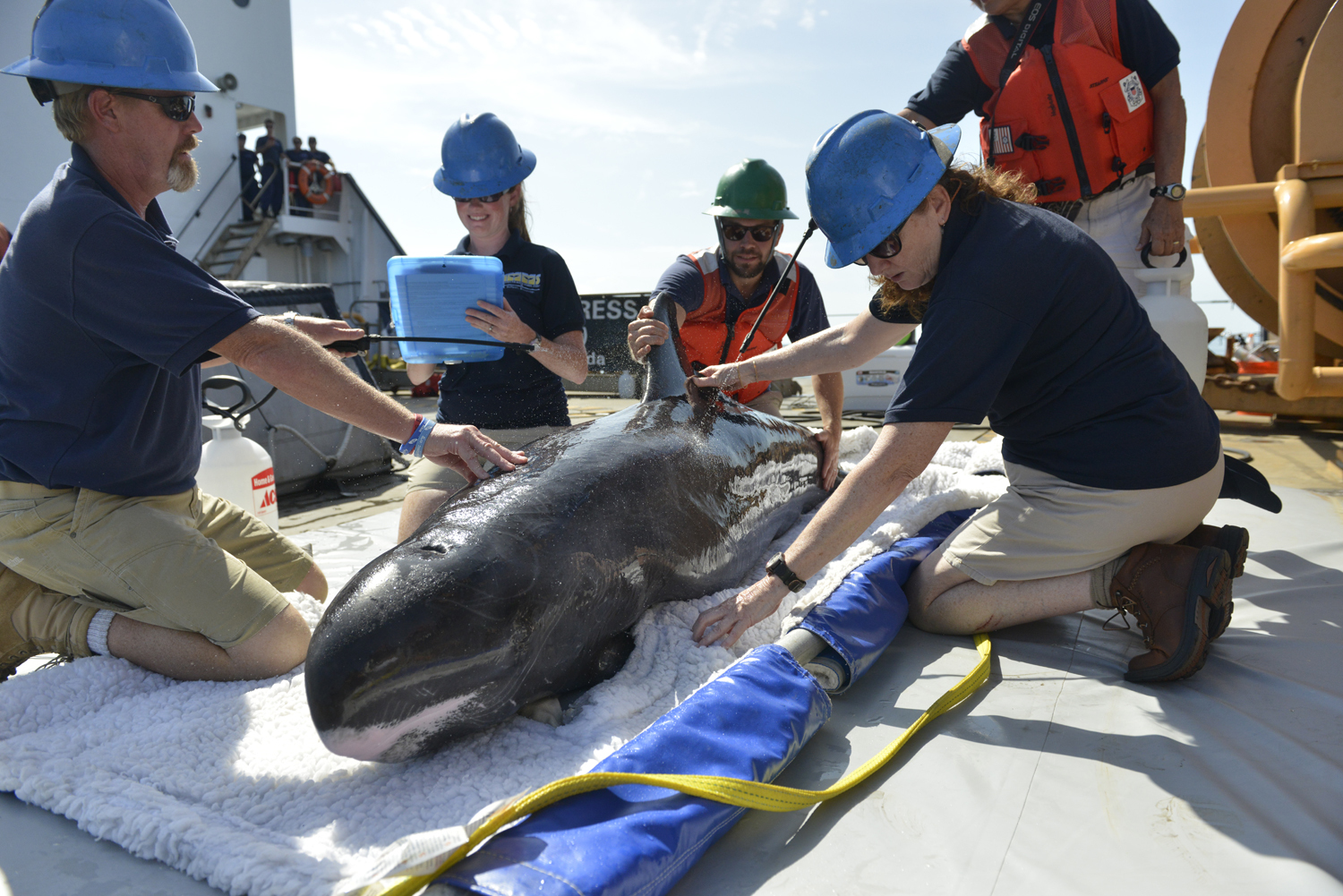
Una imagen del equipo especializado en el cuidado de mamíferos marinos.

El Instituto de Estudios de Mamíferos Marinos (en inglés: Institute for Marine Mammal Studies) es una organización sin ánimo de lucro especializada establecida en 1984 para la educación, conservación e investigación de mamíferos marinos en libertad y en cautiverio. Se ubica en Gulfport, Misisipi, Estados Unidos y ha sido un participante activo en la Red Nacional de Varamientos desde su comienzo. El Instituto es la única organización en la subregión de la Costa del Golfo de Misisipi, Luisiana y Alabama habilitada para cuidar de mamíferos marinos enfermos o heridos como también de incorporar programas de conservación, educación e investigación en mamíferos marinos en su hábitat.
El Centro del Instituto de Educación e Investigación Marina, localizado en Gulfport, cuenta con un museo con exposiciones, tanques acuáticos y piscinas de contacto. Abierto con reserva, el recorrido cuenta con encuentros con delfines.
El Instituto ha recibido numerosas subvenciones de varios millones de dólares de parte de la Administración Nacional Oceánica y Atmosférica de los Estados Unidos ,
.
El actual director es el Dr. Moby Solangi.
Ha participado y colaborado con:
- Universidad de Misisipi Meridional
- Mississippi State
- Universidad Estatal de Luisiana
- Universidad Estatal de Oklahoma-Stillwater
- Universidad de Pensilvania
- Universidad Estatal de Portland
- Universidad de Kansas
- Universidad de Hawái
- National Marine Fisheries (Nacional de Pesca Marina)
- NASA Stennis Space Center
- Servicio de Pesca y Vida Silvestre de los Estados Unidos
- Armada de los Estados Unidos